# What Drink Did
What Drink Did é um filme mudo norte-americano de 1909 em curta-metragem, do gênero drama, dirigido por D. W. Griffith, baseado no romance Ten Nights in a Bar-Room and What I Saw There de Timothy Shay Arthur. Cópia do filme encontra-se conservada na Biblioteca do Congresso dos Estados Unidos.